# Oblężenie Querétaro
Oblężenie Querétaro – oblężenie, które miało miejsce w 1867 r. i było ostatnim akordem wojny meksykańskiej zapoczątkowanej francuską interwencją w roku 1861. 
W roku 1863 przy pomocy Francji na tronie meksykańskim zasiadł Maksymilian I, co wywołało protest urzędującego prezydenta Benito Juáreza. Po dwuletnich walkach z partyzantką meksykańską, Francuzi pod naciskiem Stanów Zjednoczonych opuścili Meksyk.
Maksymilian, którego popierały wojska cesarsko-meksykańskie zdecydował się utrzymać władzę. W lutym 1867 r. na czele 5 000 ludzi udał się do Querétaro, gdzie założył bazę. W międzyczasie siły republikanów liczące 28 000 ludzi pod wodzą generała Mariano Escobedo rozpoczęły oblężenie miasta. Po 3 miesiącach oblężenia, cesarz skapitulował. Wraz z generałami Miramonem i Mejią, Maksymilian został osądzony przez trybunał i dnia 19 czerwca rozstrzelany. W lipcu po przybyciu do stolicy, prezydent Juarez ponownie odzyskał władzę w kraju. 